# Patrick Crowby
Patrick Crowby Manarewo, né le 6 juillet 1958 à Port-Vila au Vanuatu et mort le 27 décembre 2013 à Nouméa, est un homme politique vanuatais.

## Biographie
Détenteur d'un certificat d'aptitude après ses études secondaires, il devient en 1978 enseignant dans une école primaire coloniale francophone, alors que les Nouvelles-Hébrides, condominium franco-britannique, s'acheminent vers l'indépendance. Le pays devient le Vanuatu, État indépendant, en 1980. En 1987, Croby obtient « le titre coutumier de Manarewo », qui s'intègre dès lors à son nom.
Sa mère, Maria Crowby, est l'une des deux premières femmes élues députées au Parlement du Vanuatu, en 1987, sous l'étiquette de l'Union des partis modérés (UPM), mouvement francophone et conservateur. Patrick Crowby est également membre de l'UPM dans les années 1980, présidant la branche du parti dans la capitale, Port Vila, peu après l'indépendance. « Au milieu des années 1990 », toutefois, il quitte l'UPM et rejoint le Parti national unifié de Walter Lini. C'est sous l'étiquette du PNU qu'il est élu maire de Port Vila en 1997, poste qu'il conserve jusqu'en 2004. Il est populaire, lançant un « Projet d'embellissement » de la capitale, et faisant construire des dispensaires à ses abords. Il met également en place le jumelage de sa ville avec Shanghai, Auxerre (en France) et Dumbéa (en Nouvelle-Calédonie). Membre de l'Association internationale des maires francophones, il représente par ailleurs jusqu’en 2008 le Vanuatu au sein de l’Organisation internationale de la francophonie.
En 2004, il est nommé porte-parole et chargé des relations publiques du Premier ministre Ham Lini (PNU). Ce dernier le nomme également président du conseil d’administration de la Société nationale de radiodiffusion et de télévision. Il conserve ces fonctions jusqu'aux élections législatives de septembre 2008, qui marquent la défaite du gouvernement Lini, mais qui voient Crowby élu député (de Port Vila) pour la première fois. Nommé candidat par le PNU , il rejoint par la suite l'UPM.
Le nouveau Premier ministre Edward Natapei le nomme brièvement ministre de l'Intérieur, avant d'effectuer un remaniement ministériel afin d'y intégrer d'autres partis, et de limoger Crowby. En avril 2011, une motion de censure entraîne un changement de gouvernement, et Serge Vohor, à sa tête, rétablit Crowby aux fonctions de ministre de l'Intérieur. Trois semaines plus tard, l'élection de Vohor est invalidée par décision de justice, et Crowby doit à nouveau quitter son poste.
Il conserve son siège de député lors des législatives de 2012, sous l'étiquette de l'UPM, et participe à la majorité parlementaire du Premier ministre Sato Kilman. Le 20 mars 2013, il s'associe à sept autres députés pour rejoindre l'Opposition et faire chuter le gouvernement Kilman. Le nouveau Premier ministre, Moana Carcasses Kalosil, le nomme ministre de l'Intérieur dans son gouvernement de coalition le 23 mars.
Il meurt en Nouvelle-Calédonie le 27 décembre 2013, d'un cancer des intestins, quelques jours après y avoir été hospitalisé d'urgence.